# Адонц Мушег Амбарцумович
Мушег Амбарцумович Адонц (16 травня 1910, місто Баку, тепер Азербайджан — 2 липня 1994, місто Єреван, Вірменія) — вірменський радянський діяч, економіст, секретар ЦК КП Вірменії. Депутат Верховної ради Вірменської РСР 6-го скликання. Кандидат економічних наук (1948), доктор економічних наук (1958), професор (1961).

## Життєпис
У 1932 році закінчив заочне відділення Еріванського державного педагогічного інституту імені Х. Абовяна.
Член ВКП(б) з 1939 року.
У 1945—1948 роках навчався в аспірантурі економічного факультету Московського державного університету імені Ломоносова, захистив кандидатську дисертацію.
У 1948—1955 роках — завідувач кафедри політичної економії Вірменського державного інституту фізичної культури.
У 1955—1958 роках — завідувач кафедри політичної економії Інституту економіки Академії наук Вірменської РСР.
28 січня 1958 — 10 лютого 1961 року — секретар ЦК КП Вірменії.
У 1958 році захистив докторську дисертацію на тему «Економічний розвиток Східної Вірменії в XIX столітті».
У 1961—1965 роках — заступник директора Інституту економіки Академії наук Вірменської РСР.
У 1966—1989 роках — директор Науково-дослідного інституту економіки і планування при Держплані Вірменської РСР. Досліджував політичну економію соціалізму, історію вірменської економіки та вірменської економічної думки. 
Помер 2 липня 1994 року в Єревані.

## Основні праці
- Економічний розвиток Східної Вірменії в XIX столітті (1957)
- Національний прибуток соціалістичної системи (1963)
- Національна економіка Вірменії та вірменська економічна думка на початку XX століття (1968)
- Міжекономічна кооперація та агропромислова інтеграція (1978)

## Нагороди
- орден Трудового Червоного Прапора
- медаль «За трудову доблесть» (25.12.1959)
- медалі